# Airbus A310

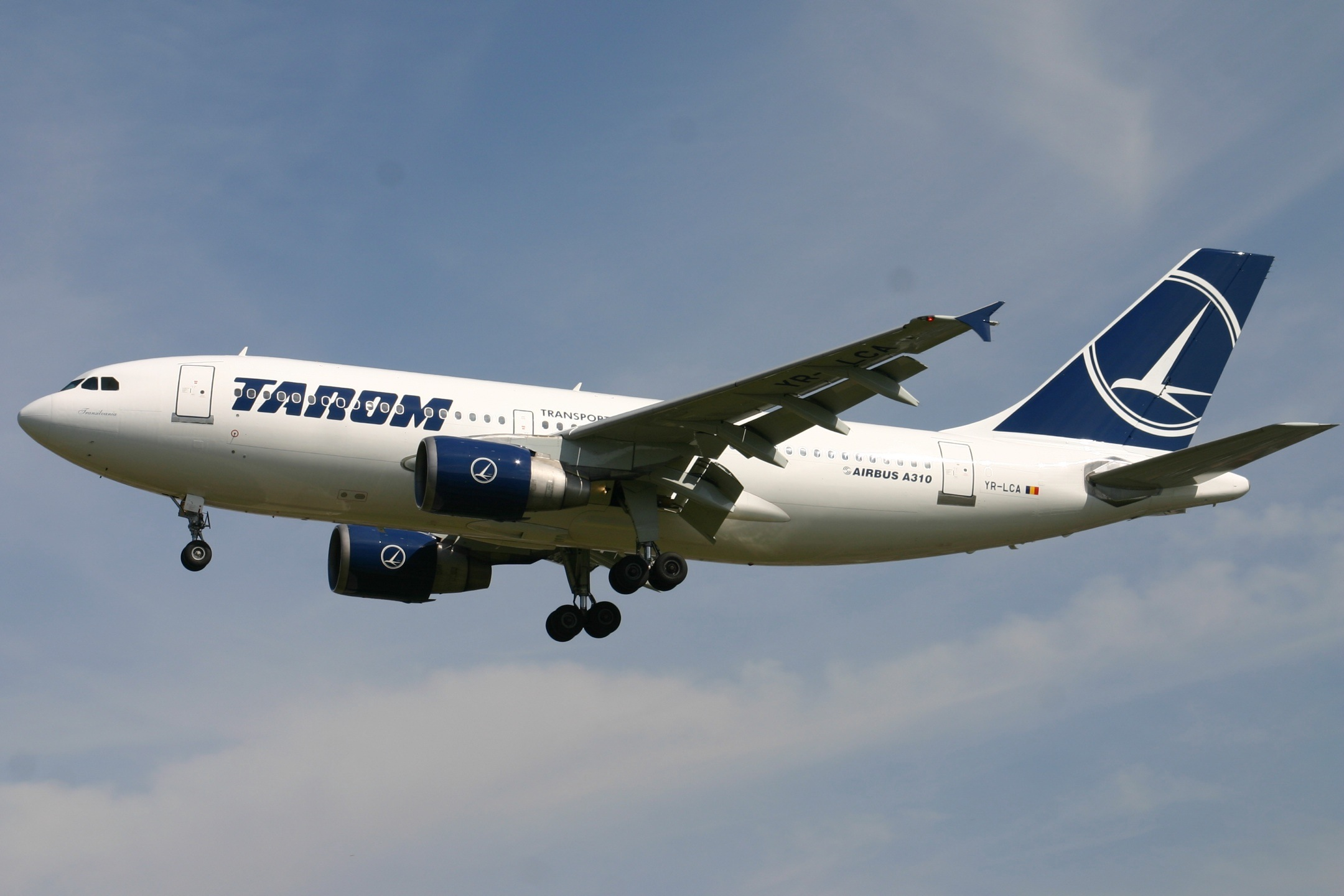
A310-300 al TAROM

Airbus A310 este un avion bimotor mediu-lung curier de medie capacitate de diametru mare (cu două culoare), dezvoltat din Airbus A300 de către compania Airbus Industrie. Avionul a fost dezvoltat pentru a asigura zboruri transatlantice, și a fost vândut ca un prim pas pentru linii aeriene în operațiuni cu avioane de mare capacitate. Datorită scurtării, A300 are o rază de acțiune mai mare, dar o capacitate redusă de pasageri. Între A300 și A310 există o compatibilitate mare - un pilot de A300B6 poate pilota un A310 după doar o zi de antrenament.
Avionul nu a fost popular - doar 255 au fost produse - dar, din cauza diferențelor relativ mici față de A300, a fost profitabil. Este unul din cele mai mici avioane cu două culoare, cu capacitatea maximă de 295 de pasageri (capacitatea tipică este de doar 215 - 195 clasa economic și 20 clasa business). Producția a avut loc între 1982 și 2007 (deși, în practică, ultimul a fost livrat în 1998). Astăzi este folosit în special pentru transportul de marfă prin conversii făcute de liniile aeriene (Airbus nu a produs un model de marfă), operatorul principal fiind FedEx, cu 59 de avioane. Air India este principalul operator de pasageri.
Au existat două modele - A310-200 și A310-300, diferențele fiind de autonomie și masă maximă autorizată, prin adăugarea a doua rezervoare de combustibil in compartimentul cargo spate cu o capacitate de cca 6800 litri fiecare și al unui rezervor  în stabilizatorul orizontal. Acesta din urma este inclus cu un nou concept pentru controlul centrului de greutate al avionului pe timpul zborului(CGCC), ceea ce a dus la o reducere considerabila a consumului de carburant. 
- A310-200 este modelul inițial, cu o autonomie de 6800 km (5500 pentru modelul de marfă).
- A310-300 este modelul ulterior, cu o autonomie de 9600 km (7330 pentru modelul de marfă).
- A310-MRTT este o conversie militară în avion de realimentare în zbor, folosit de Luftwaffe (Germania) și de Forțele aeriene din Canada. Există 6 bucăți.

## Specificații Tehnice

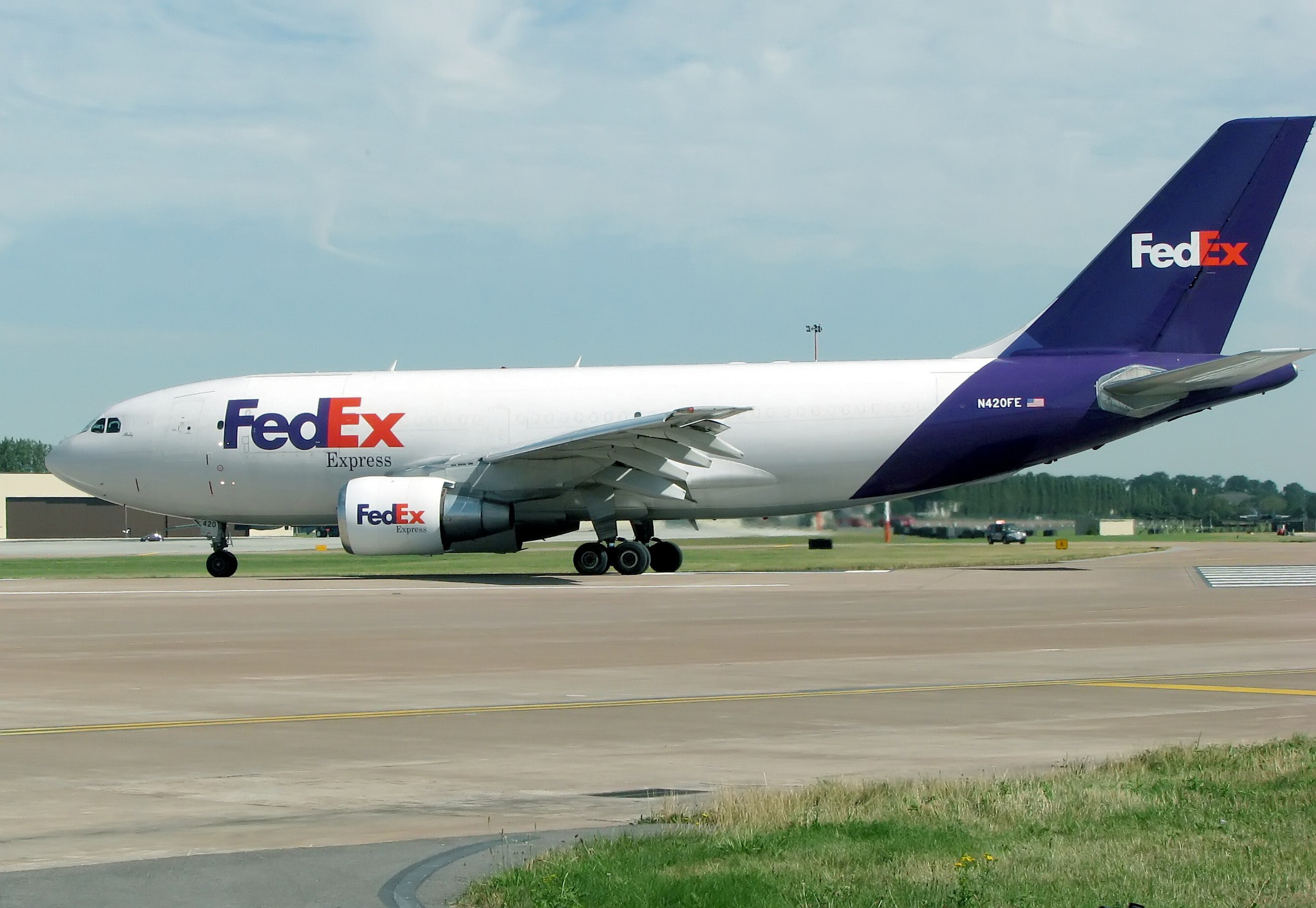
FedEx Express A310-200F

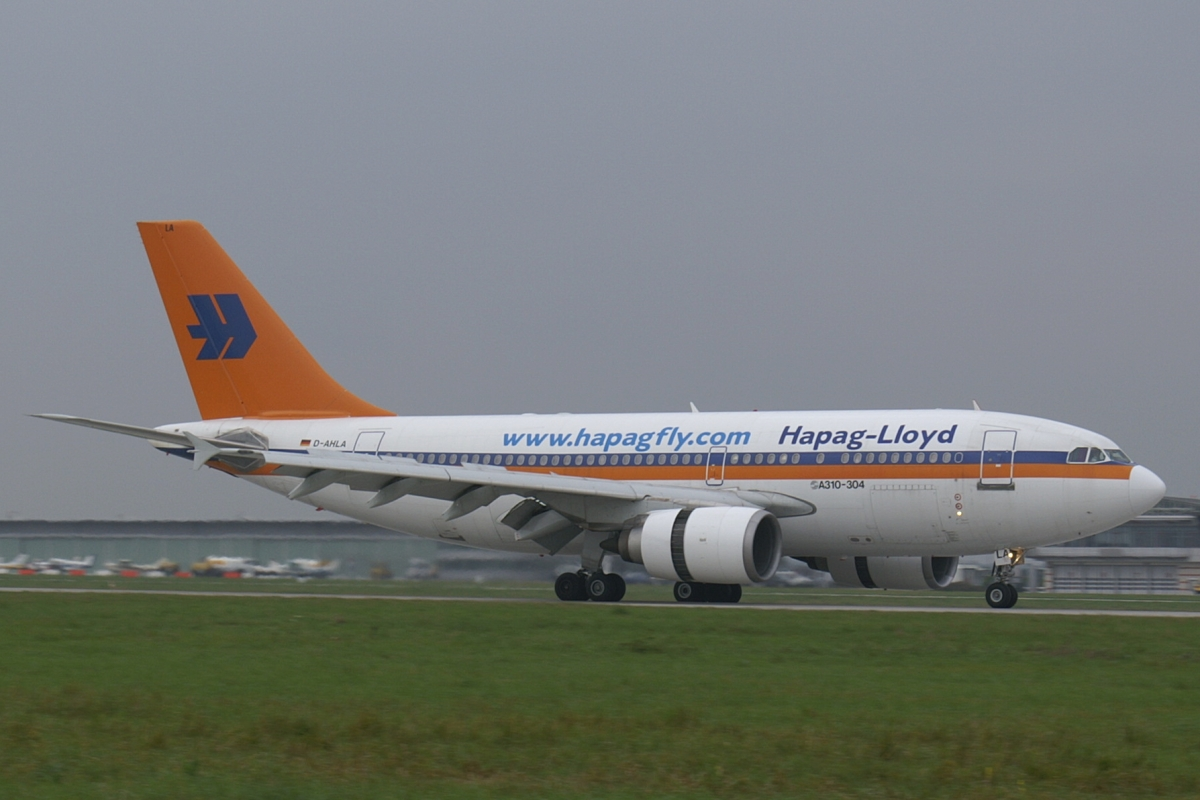
Hapagfly A310-304

| [ 2 ]                              | A310-200                | A310-200F               | A310-300                 | A310-300F                |
| ---------------------------------- | ----------------------- | ----------------------- | ------------------------ | ------------------------ |
| Piloți                             | 2                       | 2                       | 2                        | 2                        |
| Length                             | 46.66 m (153 ft 1 in)   | 46.66 m (153 ft 1 in)   | 46.66 m (153 ft 1 in)    | 46.66 m (153 ft 1 in)    |
| Înălțime                           | 15.8 m (51 ft 10 in)    | 15.8 m (51 ft 10 in)    | 15.8 m (51 ft 10 in)     | 15.8 m (51 ft 10 in)     |
| Lungime aripi                      | 43.9 m (144 ft)         | 43.9 m (144 ft)         | 43.9 m (144 ft)          | 43.9 m (144 ft)          |
| Unghi aripi                        | 28 °                    | 28 °                    | 28 °                     | 28 °                     |
| Lățime                             | 5.64 m (17 ft 4in)      | 5.64 m (17 ft 4in)      | 5.64 m (17 ft 4in)       | 5.64 m (17 ft 4in)       |
| Pasageri (2 clase)                 | 240                     | 33t cargo               | 240                      | 33t cargo                |
| Masă maximă autorizată de serviciu | 141,974 kg (312,342 lb) | 141,974 kg (312,342 lb) | 164,000 kg (361,600 lb)* | 164,000 kg (361,600 lb)* |
| Masă proprie                       | 80,142 kg (176,312 lb)  | 72,400 kg               | 83,100 kg (183,300 lb)   | 73,900 kg                |
| Capacitate combustibil             | 55,200 L                | 55,200 L                | 75,470 L                 | 75,470 L                 |
| Viteză de croazieră (Mach)         | 0.79                    | 0.79                    | 0.79                     | 0.79                     |
| Viteză maximă (Mach)               | 0.84                    | 0.84                    | 0.84                     | 0.84                     |
| Altitudine maximă de serviciu      | 12,000 m (40,000 ft)    | 12,000 m (40,000 ft)    | 12,000 m (40,000 ft)     | 12,000 m (40,000 ft)     |
| Putere (×2) (lb)                   | 50,000-53,200           | 50,000-53,200           | 56,000-59,000            | 56,000-59,000            |
| Motoare                            | PWJT9D-7R4 / CF6-80C2A2 | PWJT9D-7R4 / CF6-80C2A2 | PW4156A / CF6-80C2A8     | PW4156A / CF6-80C2A8     |
| Autonomie                          | 6,800 km (3,670 nm)     | 5,550 km                | 9,600 km (5,200 nm)      | 7,330 km                 |

## Incidente
7 avioane A310 s-au prăbușit de la lansare, accidentele soldându-se cu 670 decese. 10 deturnări au provocat alți 5 morți.
Cel mai grav accident aviatic din România, zborul Tarom 371, care s-a prăbușit la 31 martie 1995 lângă Balotești provocând moartea a 60 de persoane a implicat o aeronavă Airbus A310. Alte incidente notabile au fost zborul Kenya Airways 431 care s-a prăbușit în 2000 în condiții similare în Oceanul Atlantic și zborul Aeroflot 593, care s-a prăbușit în Siberia în 1994 după ce pilotul și-a lăsat fiul de 14 ani la cârma avionului. O aeronavă Airbus A310, cu 153 de persoane la bord, s-a prăbușit în 29 iunie 2009 lângă insulele Comore din Oceanul Indian.

## Concurență
Avionul nu a avut un competitor direct - cel mult, se poate spune că este situat undeva între Boeing 757 și Boeing 767 atât ca autonomie cât și capacitate. Înlocuitorul direct a fost Airbus A330, dar acesta are capacitate crescută și autonomie mult mai mare.